# 施佩赫山
46°00′44″N 8°00′04″E / 46.012165°N 8.001089°E

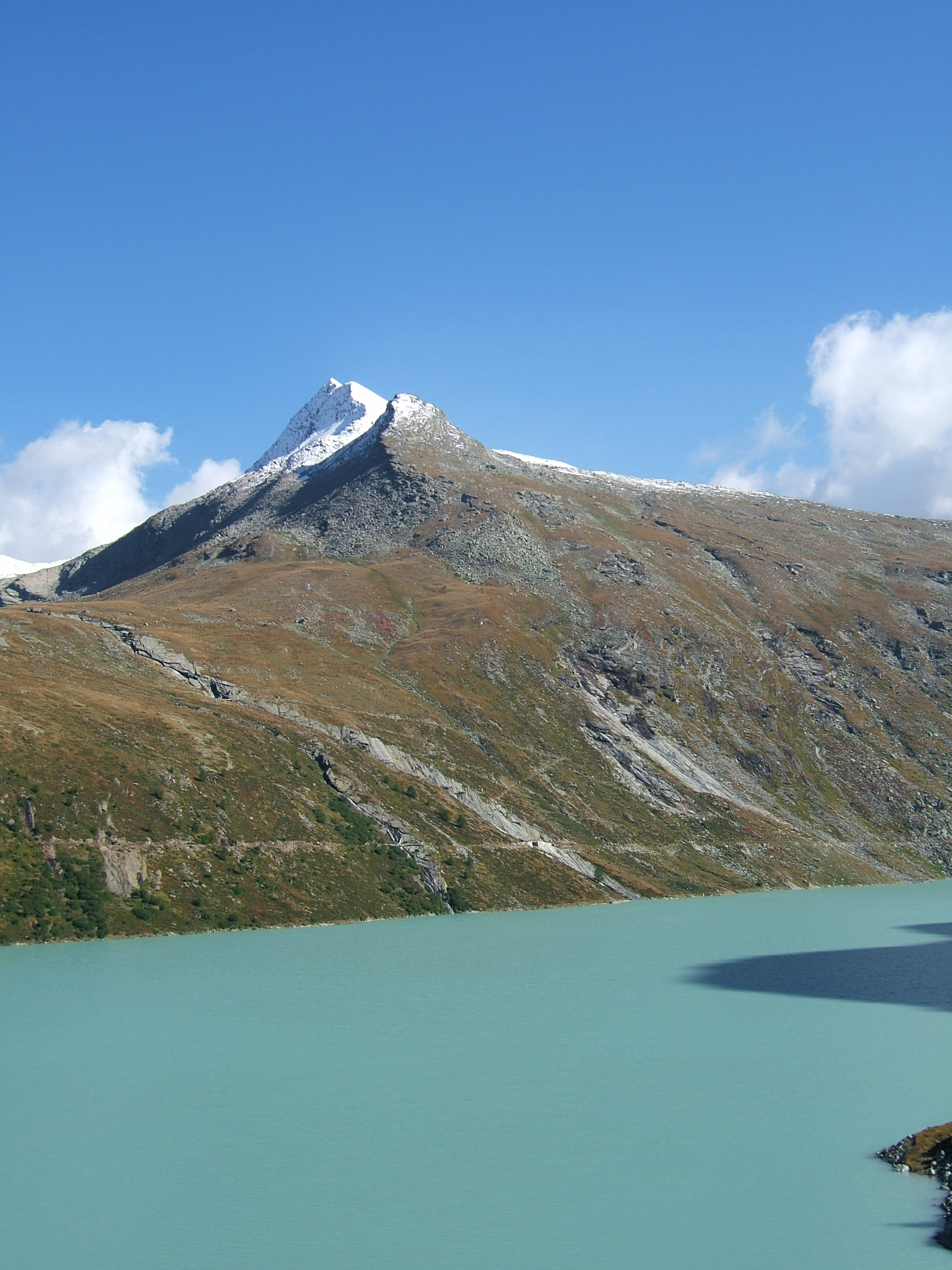

施佩赫山（義大利語：Pizzo d'Antigine），是南歐的山峰，位於瑞士和意大利接壤的邊境，屬於本寧阿爾卑斯山脈的一部分，海拔高度3,189米，每年平均降雨量1,548毫米。